# Комаки
Комаки (јап. 小牧市) град је у Јапану у префектури Аичи. Према попису становништва из 2005. у граду је живело 147.182 становника.

## Становништво
Према подацима са пописа, у граду је 2005. године живело 147.182 становника.
| 1995.   | 2000.   | 2005.   |
| ------- | ------- | ------- |
| 137.165 | 143.122 | 147.182 |